# Boeing-Vertol 147
Le Boeing-Vertol modèle 147 était un projet d'avion de combat américain à décollage et atterrissage verticaux (ADAV), conçu en 1964 par Vertol (une filiale de Boeing) pour l'US Army.